# Maira nigropilosa
Maira nigropilosa är en tvåvingeart som beskrevs av Meijere 1913. Maira nigropilosa ingår i släktet Maira och familjen rovflugor. Inga underarter finns listade i Catalogue of Life.